# Frankfurt nad Odrą
Frankfurt nad Odrą (niem. Frankfurt (Oder), dawniej Frankfurt an der Oder oraz Frankfurt/Oder) – miasto na prawach powiatu, leżące na zachodnim brzegu Odry, we wschodniej części Niemiec w kraju związkowym Brandenburgia, tuż przy granicy z Polską. Leży na wysokości od 19 do 135 m n.p.m. i wraz z polskimi Słubicami (które do 1945 roku stanowiły jego prawobrzeżną część) tworzy aglomerację transgraniczną liczącą ok. 80 tys. mieszkańców. Miasto jest siedzibą Uniwersytetu Europejskiego Viadrina.

## Nazwa
Nazwa miasta wzmiankowana była po raz pierwszy w formie Vrankenvorde w 1253 roku. Miasto otrzymało nazwę od Frankfurtu nad Menem. Nazwa została przeniesiona znad Menu na nowo założone miasto na lewym brzegu Odry i oznaczała pierwotnie ‘bród w kraju Franków’. Osada leżąca po drugiej stronie Odry, czyli dzisiejsze Słubice, notowana była w średniowiecznych źródłach w formach Zbiwitz, Zbirwitz, Zliwiz. Ze względu na zniekształcenie zapisów pierwotna forma jest trudna do ustalenia, a jej znaczenie jest niejasne. W roku 1613 śląski regionalista i historyk Mikołaj Henel z Prudnika wymienił miejscowość w swoim dziele o geografii Śląska pt. Silesiographia podając jej łacińską nazwę: Francofurtum.
Dawniej, w niektórych polskich źródłach nazwa Słubice przenoszona była na całe miasto Frankfurt.

## Historia
Kalendarium:
- 1225 – Henryk I Brodaty nadał prawo składu słowiańskiej osadzie handlowej po obu stronach Odry zwanej prawdopodobnie Zliwitz[7]
- 1226 – budowa kościoła katolickiego pw. Świętego Mikołaja (niem. St. Nicolai-Kirche) (obecnie Kościół Pokoju), który jest najstarszym kościołem i zarazem budynkiem murowanym Frankfurtu i Słubic
- 1249 – utrata ziemi lubuskiej przez Polskę na rzecz Marchii Brandenburskiej
- 1253 – w wyniku rozwoju wywołanego napływem kupców z terenów obecnej Holandii i północno-zachodnich Niemiec osada uzyskała prawa miejskie (w tym także prawobrzeżna część, czyli dzisiejsze Słubice). W dokumencie nadania praw miejskich występowała nazwa Vrankenvorde[7]
- 1319 – początek walk o miasto i region, miasto obejmuje książę wołogoski Warcisław IV, po czym w Choszcznie w obecności wysłanników miejskich nadaje miastu szerokie przywileje[8]
- 1320 – w mieście spotkali się i zawarli sojusz książęta Warcisław IV i Henryk I jaworski[9]
- 1324 – ponowne włączenie miasta do Marchii Brandenburskiej
- 1326 – w okolice miasta dociera najazd króla Polski Władysława I Łokietka[10]
- XIV–XV w. – przynależność miasta do Hanzy
- 1373-1415 – miasto wraz z Marchią Brandenburską pod panowaniem Korony Czeskiej
- 1477 lub 1478 – pod Frankfurt dotarł najazd piastowskiego księcia głogowskiego Jana II Szalonego
- 1479 – ślub królewny polskiej Zofii Jagiellonki z księciem Fryderykiem Starszym Hohenzollernem
- 1506 – powstanie Alma Mater Viadrina, działającego do 1811; tu studiowali m.in. Krzysztof Szlichtyng, Teodor Konstanty Orzechowski[potrzebny przypis], Jan Gotfryd Rösner[11], Jan Władysław Suchodolec, Alojzy Prosper Biernacki, Stanisław Kaczkowski, Atanazy Raczyński, Ulrich von Hutten, Carl Philipp Emanuel Bach, Alexander von Humboldt, Wilhelm von Humboldt, Michael Praetorius, Caspar Stein oraz Heinrich von Kleist[potrzebny przypis]
- 1574 – w drodze na koronację królewską Odrę w mieście przekroczył pierwszy elekcyjny król Polski Henryk Walezy[12][13]

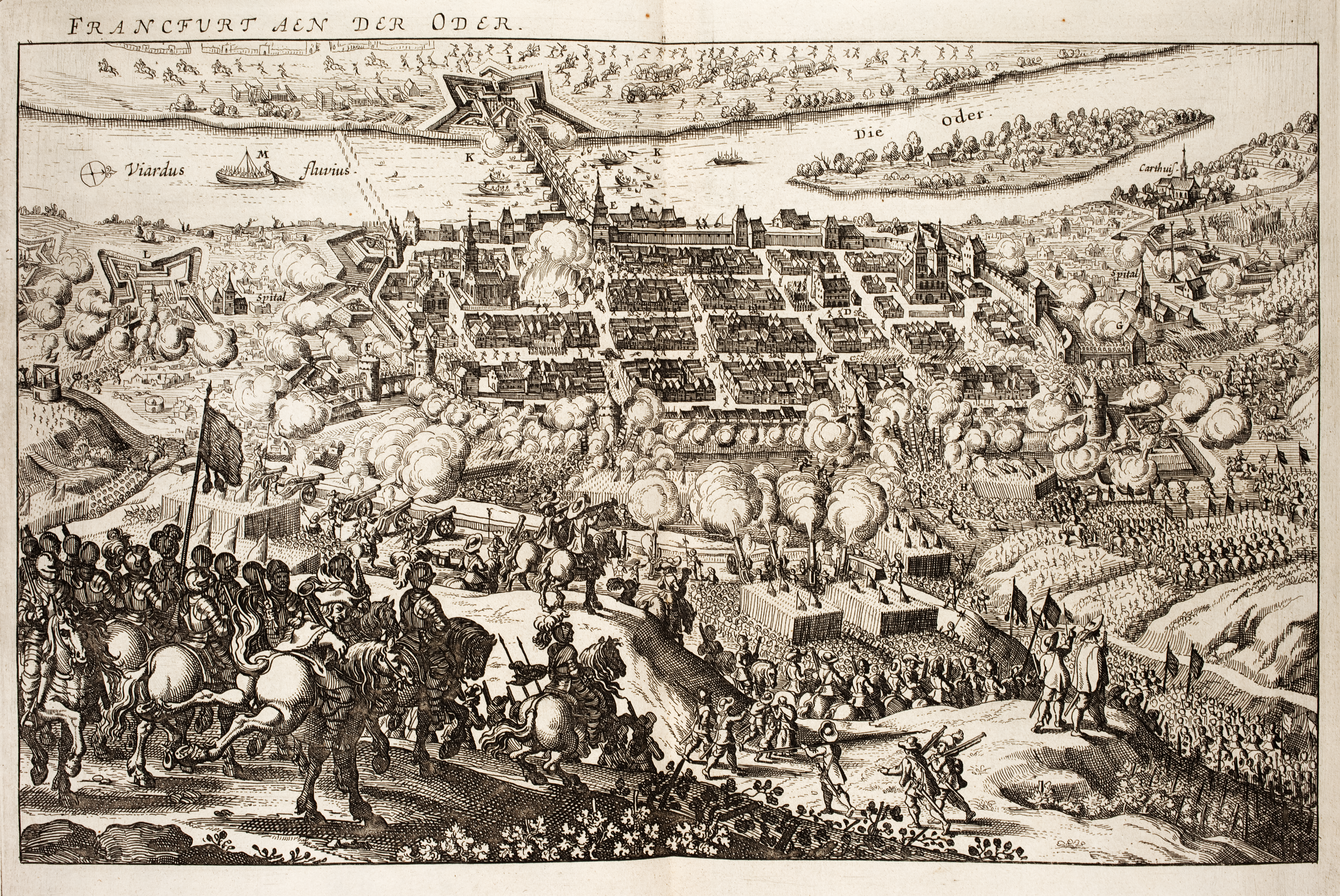
Oblężenie Frankfurtu przez Szwedów w 1631

- 1631 – zwycięska bitwa Szwedów przeciw siłom Świętego Cesarstwa Rzymskiego
- 1662 – pierwsze wzmianki o Frankfurcie – stolicy i centrum handlu
- ok. 1672 – studia we Frankfurcie podjął ostatni Piast Jerzy Wilhelm legnicki
- 1701 – miasto częścią Królestwa Prus
- 1777 – we Frankfurcie na świat przyszedł pisarz Heinrich von Kleist
- 1811 – przeniesienie uniwersytetu z Frankfurtu do Wrocławia
- 1815 – miasto stało się siedzibą rządu nowo utworzonego okręgu administracyjnego Nowa Marchia oraz Naczelnego Sądu Krajowego (Oberlandesgericht)
- 1826 – miasto weszło w skład rejencji frankfurckiej w prowincji Brandenburgia
- 1842 – początki uprzemysłowienia – linia kolejowa Berlin – Frankfurt (Oder), przemysł metalowy, oddanie do eksploatacji gazowni
- 1871 – miasto częścią Cesarstwa Niemieckiego
- 1898 – pierwsze tramwaje elektryczne we Frankfurcie[14]
- 1923 – nowe ukierunkowanie po I wojnie światowej; Dyrekcja Kolejowa Wschód (Reichsbahndirektion Osten) przeniosła się do Frankfurtu; nowy teren przemysłowy na wschodzie miasta
- 1933 – przejęcie władzy przez narodowych socjalistów; budowa nowych koszar oraz przemieszczenie wojsk do Frankfurtu
- 1939 – utworzenie Einsatzgruppe VI[15]
- 1945
  - przez miasto przeszły marsze śmierci więźniów z zamkniętych obozów w Żabikowie i Świecku w kierunku Sachsenhausen[16][17]
  - zniszczenia wojenne; śródmieście zostało całkowicie zrujnowane (w dobrym stanie zachowała się jedynie zabudowa dzielnic południowych, a spośród zabytków najstarszej części miasta odbudowano tylko nieliczne); po podpisaniu układu poczdamskiego Frankfurt stał się miastem granicznym; dotychczasowa dzielnica Dammvorstadt przeobraziła się w sąsiedzkie miasto polskie – Słubice
- 1946–1950 – Frankfurt jest centralnym punktem migracji przesiedlanej oraz powracającej ludności
- 1949–1990 – miasto częścią NRD
- 1952–1990 – Frankfurt stał się miastem okręgowym okręgu Frankfurt nad Odrą
- 1959 – powstanie największego producenta mikroelektroniki w NRD – Halbleiterwerk Frankfurt (Oder) zatrudniającego ok. 8 tys. pracowników
- 1973 – założono Polsko-Niemiecką Orkiestrę Młodzieżową[18]
- 1989 – początek przemian ustrojowych w mieście
- 1990 – po zjednoczeniu Niemiec Frankfurt stał się „nadcentrum”, upadek największych zakładów w mieście i tego typu w NRD – Halbleiterwerk Frankfurt (Oder)
- 1991 – otwarcie Uniwersytetu Europejskiego Viadrina
- 1998 – otwarcie Collegium Polonicum w Słubicach

## Demografia
Liczba ludności miasta przed zjednoczeniem Niemiec – w 1988 roku – wynosiła 87 863, w roku 2000 miasto zamieszkiwało 72 131 osób, w 2008 roku 60 588, natomiast w 2020 r. już tylko 57 015.
Według danych z września 2013 roku w mieście było zameldowanych 1 285 Polaków. W roku akademickim dodatkowo ponad 6 tys. studentów.

## Dzielnice miasta
| \| I \| Stadtmitte (Śródmieście) \| \| \| II \| Beresinchen (Barszynka) \| \| \| III \| Nord (Północ) \| \| \| IV \| West (Zachód) \| \| \| V \| Süd (Południe) \| \| |                          |                     |                                 |
| \| I \| Stadtmitte (Śródmieście) \| \| \| II \| Beresinchen (Barszynka) \| \| \| III \| Nord (Północ) \| \| \| IV \| West (Zachód) \| \| \| V \| Süd (Południe) \| \| |                          | Język niemiecki     | Język polski                    |
| --- | ------------------------ | ------------------- | ------------------------------- |
| \| I \| Stadtmitte (Śródmieście) \| \| \| II \| Beresinchen (Barszynka) \| \| \| III \| Nord (Północ) \| \| \| IV \| West (Zachód) \| \| \| V \| Süd (Południe) \| \| | 1                        | Stadtmitte          | dosł. Śródmieście               |
| \| I \| Stadtmitte (Śródmieście) \| \| \| II \| Beresinchen (Barszynka) \| \| \| III \| Nord (Północ) \| \| \| IV \| West (Zachód) \| \| \| V \| Süd (Południe) \| \| | 2                        | Gubener Vorstadt    | dosł. Przedmieście Gubińskie    |
| \| I \| Stadtmitte (Śródmieście) \| \| \| II \| Beresinchen (Barszynka) \| \| \| III \| Nord (Północ) \| \| \| IV \| West (Zachód) \| \| \| V \| Süd (Południe) \| \| | 3                        | Obere Stadt         | dosł. Górne Miasto              |
| \| I \| Stadtmitte (Śródmieście) \| \| \| II \| Beresinchen (Barszynka) \| \| \| III \| Nord (Północ) \| \| \| IV \| West (Zachód) \| \| \| V \| Süd (Południe) \| \| | 4                        | Altberesinchen      | dosł. Stara Barszynka           |
| \| I \| Stadtmitte (Śródmieście) \| \| \| II \| Beresinchen (Barszynka) \| \| \| III \| Nord (Północ) \| \| \| IV \| West (Zachód) \| \| \| V \| Süd (Południe) \| \| | 5                        | Neuberesinchen      | dosł. Nowa Barszynka            |
| \| I \| Stadtmitte (Śródmieście) \| \| \| II \| Beresinchen (Barszynka) \| \| \| III \| Nord (Północ) \| \| \| IV \| West (Zachód) \| \| \| V \| Süd (Południe) \| \| | 6                        | Güldendorf          | pol. hist. Cieszonowo           |
| \| I \| Stadtmitte (Śródmieście) \| \| \| II \| Beresinchen (Barszynka) \| \| \| III \| Nord (Północ) \| \| \| IV \| West (Zachód) \| \| \| V \| Süd (Południe) \| \| | 7                        | Lossow              | pol. hist. Łosowo               |
| \| I \| Stadtmitte (Śródmieście) \| \| \| II \| Beresinchen (Barszynka) \| \| \| III \| Nord (Północ) \| \| \| IV \| West (Zachód) \| \| \| V \| Süd (Południe) \| \| | 8                        | Lebuser Vorstadt    | dosł. Przedmieście Lubuskie     |
| \| I \| Stadtmitte (Śródmieście) \| \| \| II \| Beresinchen (Barszynka) \| \| \| III \| Nord (Północ) \| \| \| IV \| West (Zachód) \| \| \| V \| Süd (Południe) \| \| | 9                        | Hansaviertel        | dosł. Dzielnica Hansy           |
| \| I \| Stadtmitte (Śródmieście) \| \| \| II \| Beresinchen (Barszynka) \| \| \| III \| Nord (Północ) \| \| \| IV \| West (Zachód) \| \| \| V \| Süd (Południe) \| \| | 10                       | Klingetal           | dosł. Ostra Dolina              |
| \| I \| Stadtmitte (Śródmieście) \| \| \| II \| Beresinchen (Barszynka) \| \| \| III \| Nord (Północ) \| \| \| IV \| West (Zachód) \| \| \| V \| Süd (Południe) \| \| | 11                       | Kliestow            | pol. hist. Kleszczów            |
| \| I \| Stadtmitte (Śródmieście) \| \| \| II \| Beresinchen (Barszynka) \| \| \| III \| Nord (Północ) \| \| \| IV \| West (Zachód) \| \| \| V \| Süd (Południe) \| \| | 12                       | Booßen              | pol. hist. Bożeń                |
| \| I \| Stadtmitte (Śródmieście) \| \| \| II \| Beresinchen (Barszynka) \| \| \| III \| Nord (Północ) \| \| \| IV \| West (Zachód) \| \| \| V \| Süd (Południe) \| \| | 13                       | Nuhnenvorstadt      | dosł. Przedmieście Nutnicowskie |
| \| I \| Stadtmitte (Śródmieście) \| \| \| II \| Beresinchen (Barszynka) \| \| \| III \| Nord (Północ) \| \| \| IV \| West (Zachód) \| \| \| V \| Süd (Południe) \| \| | 14                       | Rosengarten         | dosł. Ogród Różany              |
| \| I \| Stadtmitte (Śródmieście) \| \| \| II \| Beresinchen (Barszynka) \| \| \| III \| Nord (Północ) \| \| \| IV \| West (Zachód) \| \| \| V \| Süd (Południe) \| \| | 14                       | Pagram              | pol. hist. Pielgrzym            |
| \| I \| Stadtmitte (Śródmieście) \| \| \| II \| Beresinchen (Barszynka) \| \| \| III \| Nord (Północ) \| \| \| IV \| West (Zachód) \| \| \| V \| Süd (Południe) \| \| | 15                       | Lichtenberg         | pol. hist. Orlica               |
| \| I \| Stadtmitte (Śródmieście) \| \| \| II \| Beresinchen (Barszynka) \| \| \| III \| Nord (Północ) \| \| \| IV \| West (Zachód) \| \| \| V \| Süd (Południe) \| \| | 16                       | Süd                 | dosł. Południe                  |
| \| I \| Stadtmitte (Śródmieście) \| \| \| II \| Beresinchen (Barszynka) \| \| \| III \| Nord (Północ) \| \| \| IV \| West (Zachód) \| \| \| V \| Süd (Południe) \| \| | 17                       | Markendorf          | pol. hist. Słubia               |
| \| I \| Stadtmitte (Śródmieście) \| \| \| II \| Beresinchen (Barszynka) \| \| \| III \| Nord (Północ) \| \| \| IV \| West (Zachód) \| \| \| V \| Süd (Południe) \| \| | 18                       | Markendorf-Siedlung | dosł. Słubia-Osiedle            |
| \| I \| Stadtmitte (Śródmieście) \| \| \| II \| Beresinchen (Barszynka) \| \| \| III \| Nord (Północ) \| \| \| IV \| West (Zachód) \| \| \| V \| Süd (Południe) \| \| | 19                       | Hohenwalde          | dosł. Wysoki Las                |
| I | Stadtmitte (Śródmieście) |                     |                                 |
| II | Beresinchen (Barszynka)  |                     |                                 |
| III | Nord (Północ)            |                     |                                 |
| IV | West (Zachód)            |                     |                                 |
| V | Süd (Południe)           |                     |                                 |

Sąsiadujące z Frankfurtem nad Odrą polskie miasto Słubice do 1945 r. było częścią Frankfurtu i nazywało się Dammvorstadt (dosł. przedmieście za wałem).

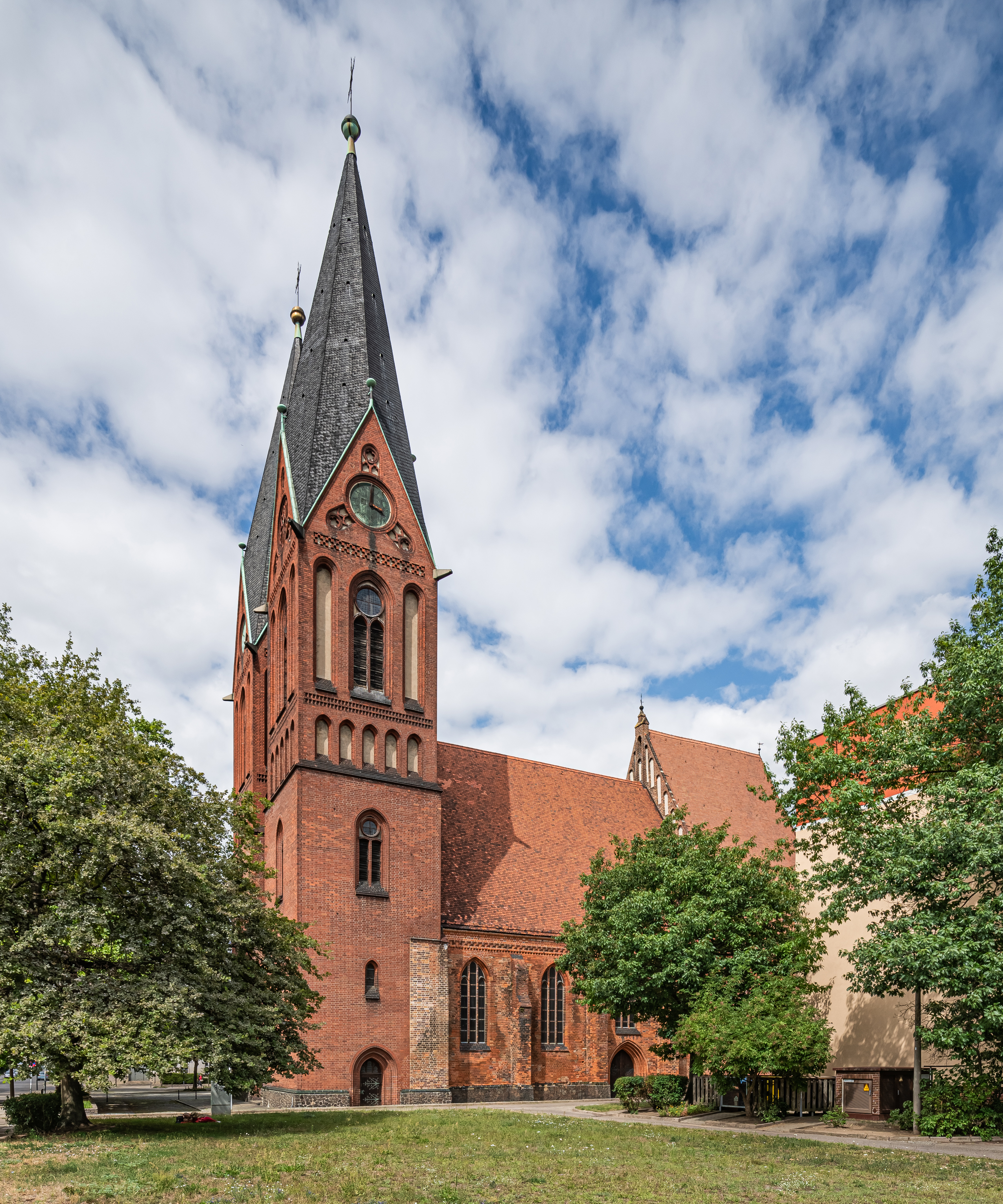
Kościół Pokoju – najstarszy kościół i zarazem murowany budynek Frankfurtu i Słubic

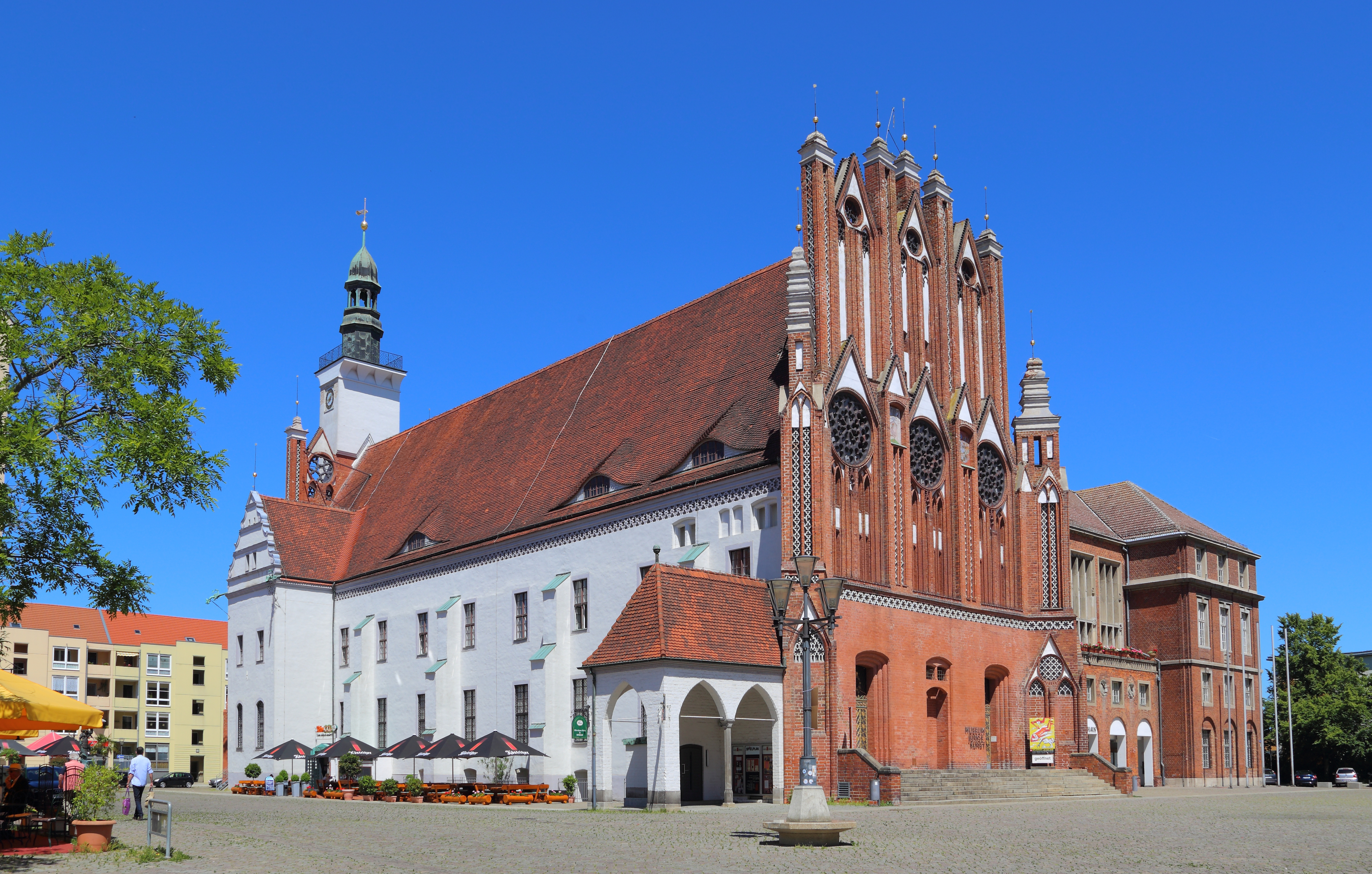
Ratusz

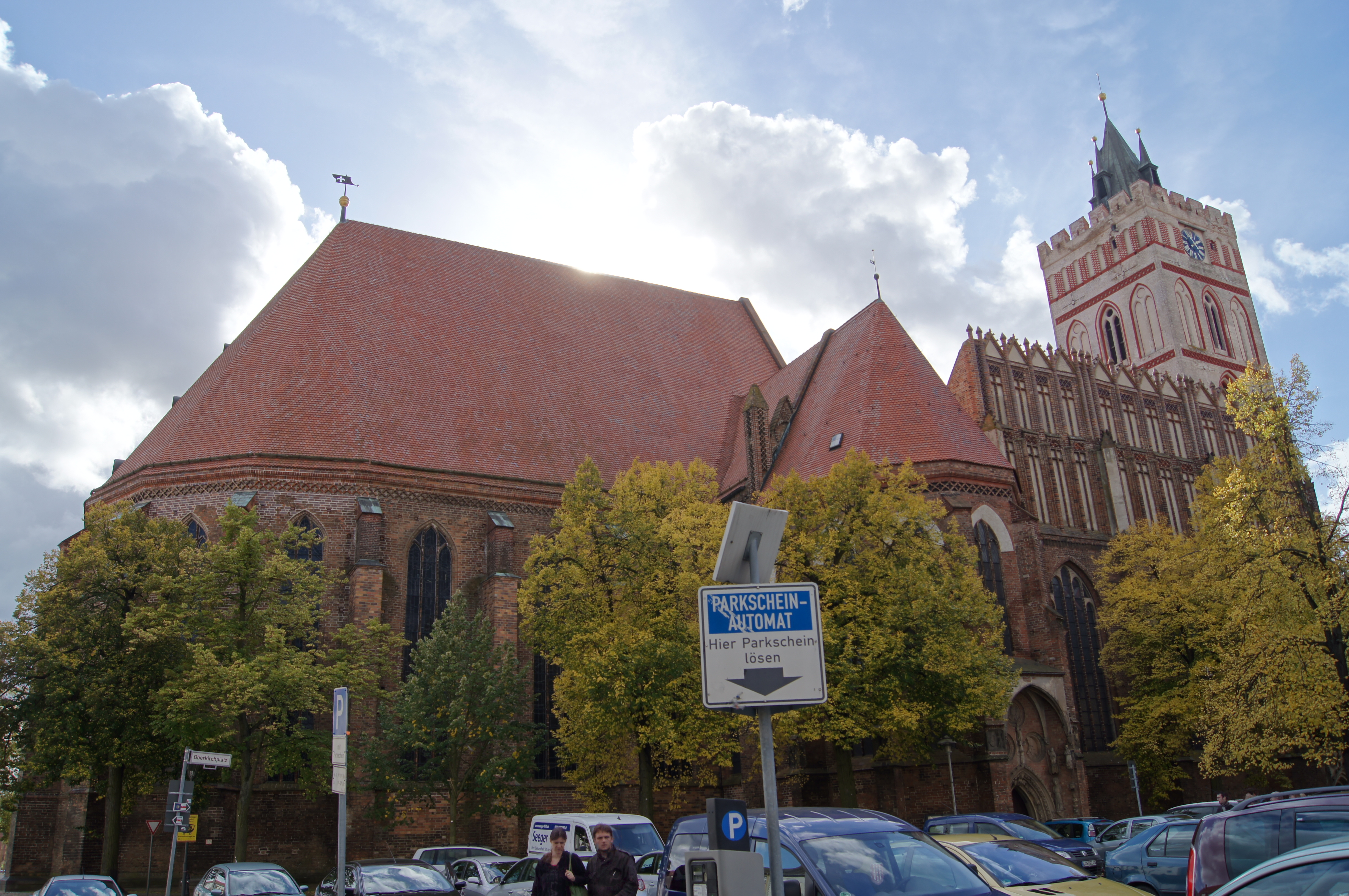
Kościół Mariacki

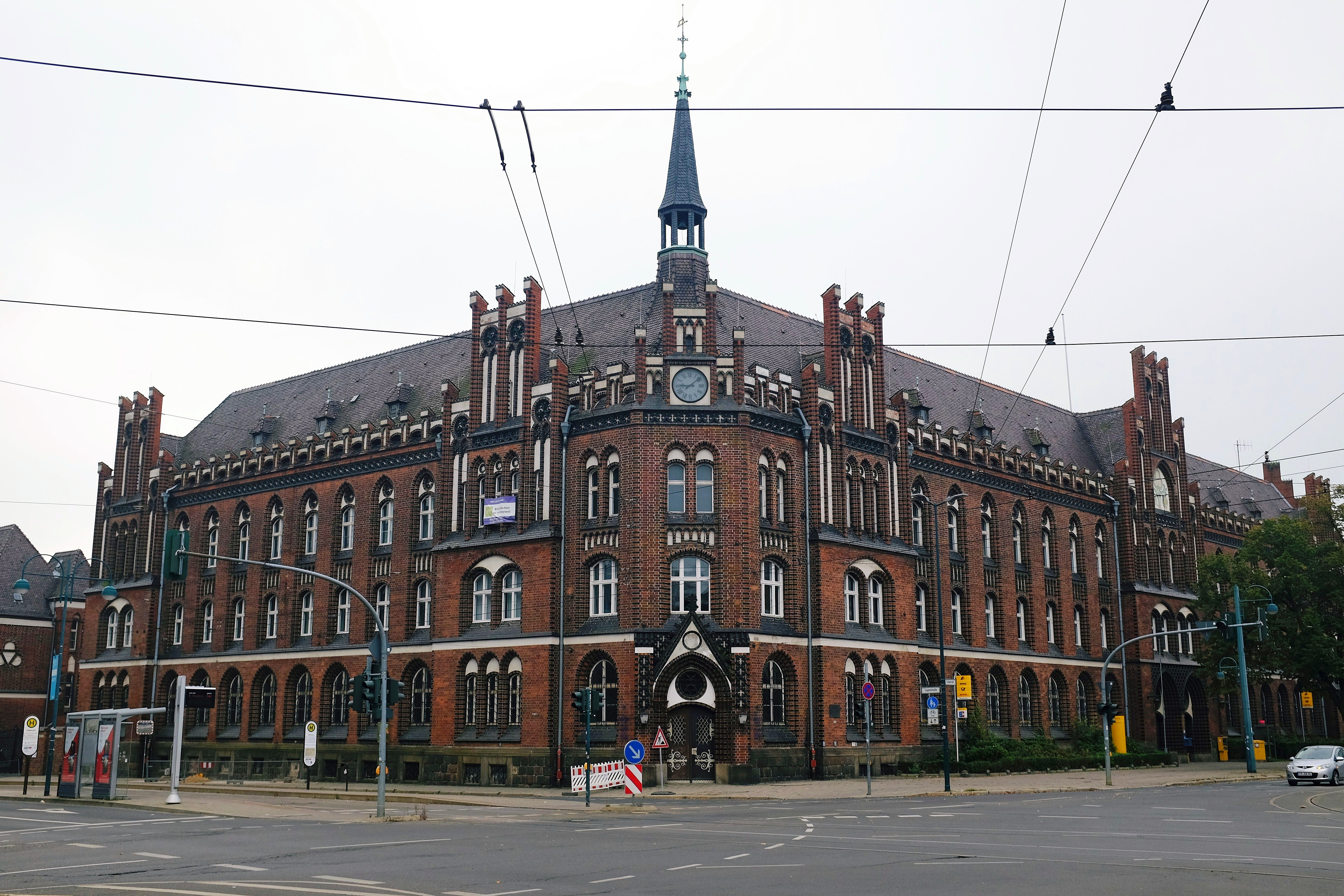
Budynek poczty głównej

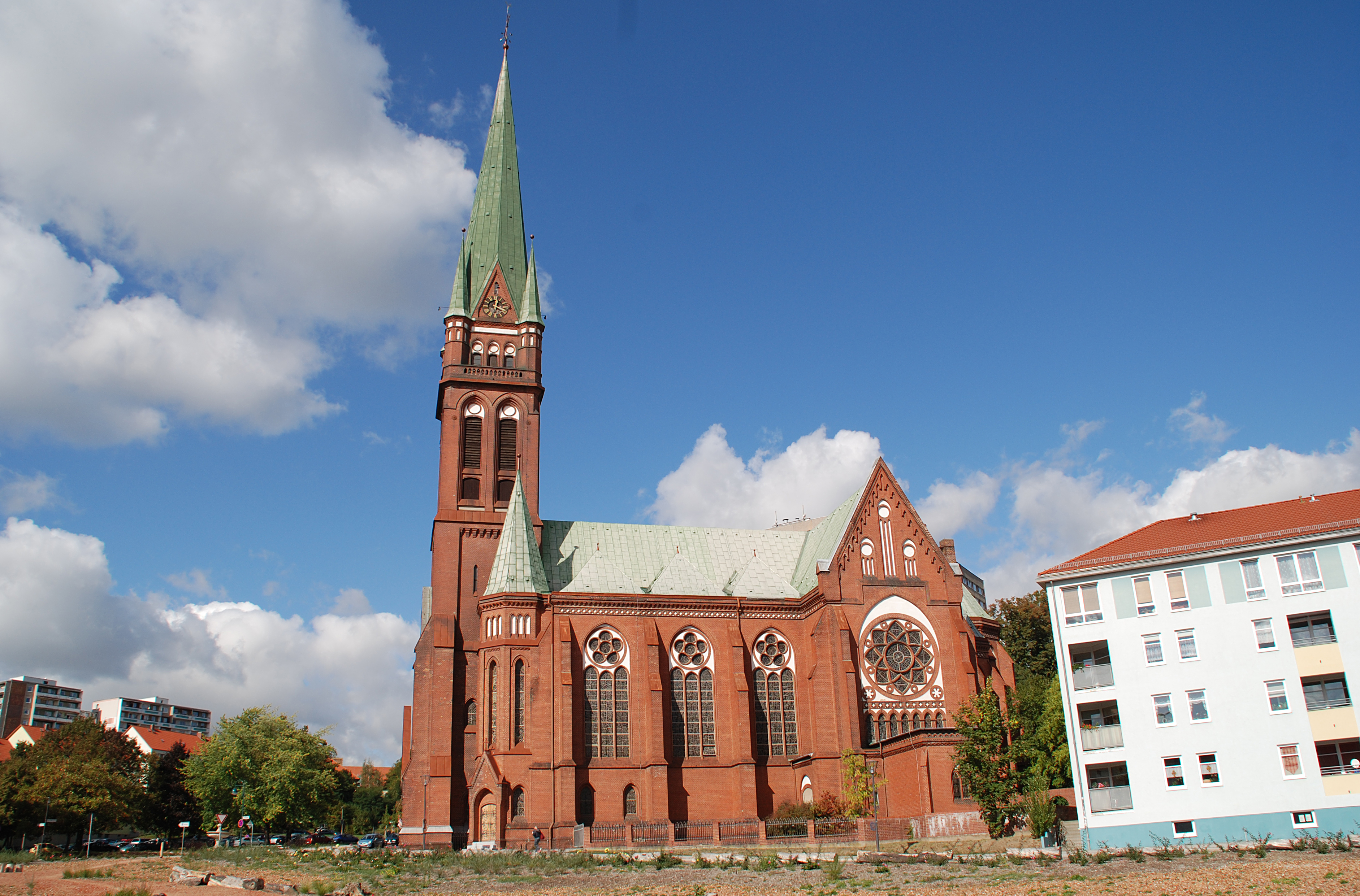
Kościół Świętego Krzyża

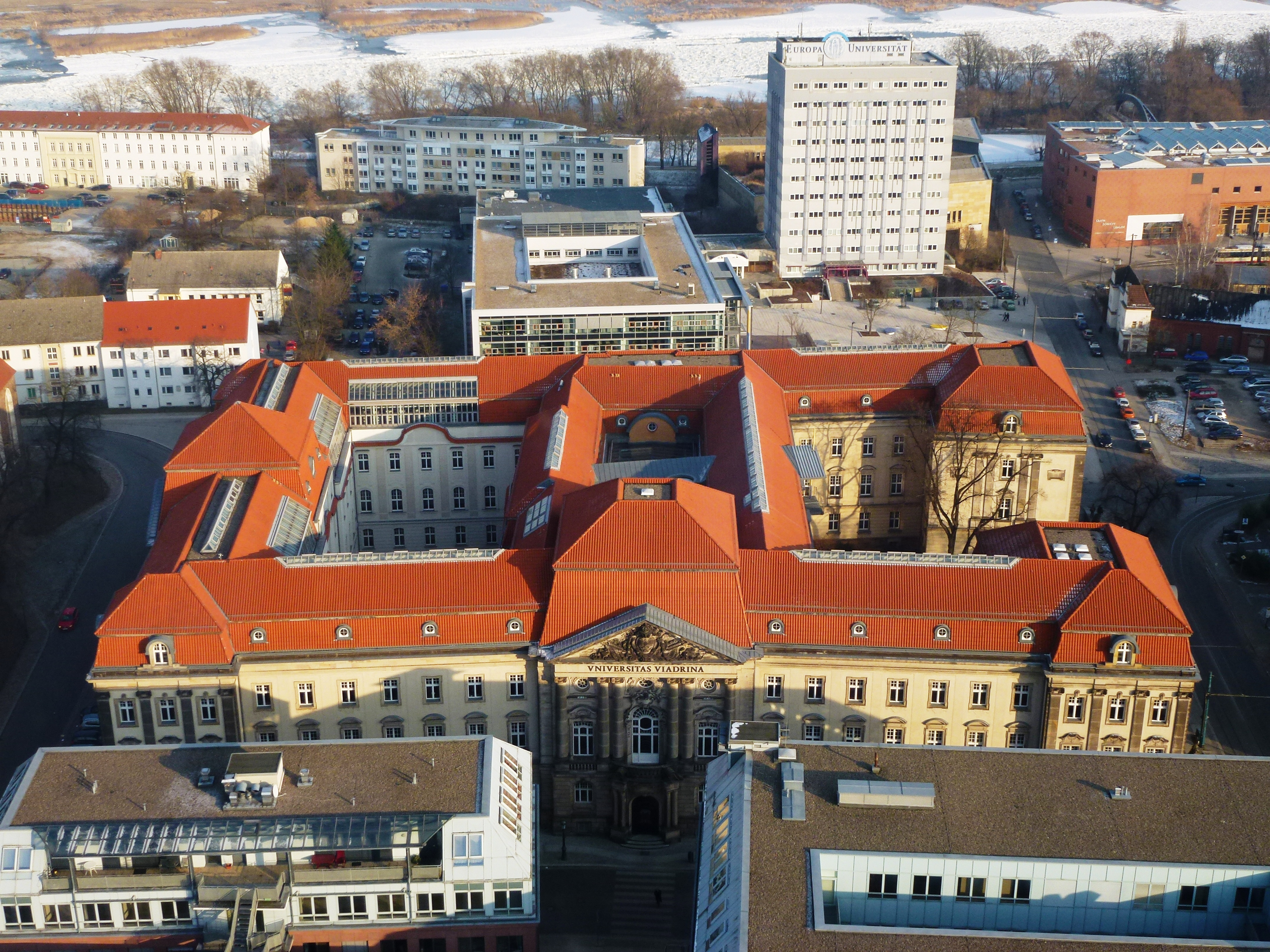
Uniwersytet Viadrina

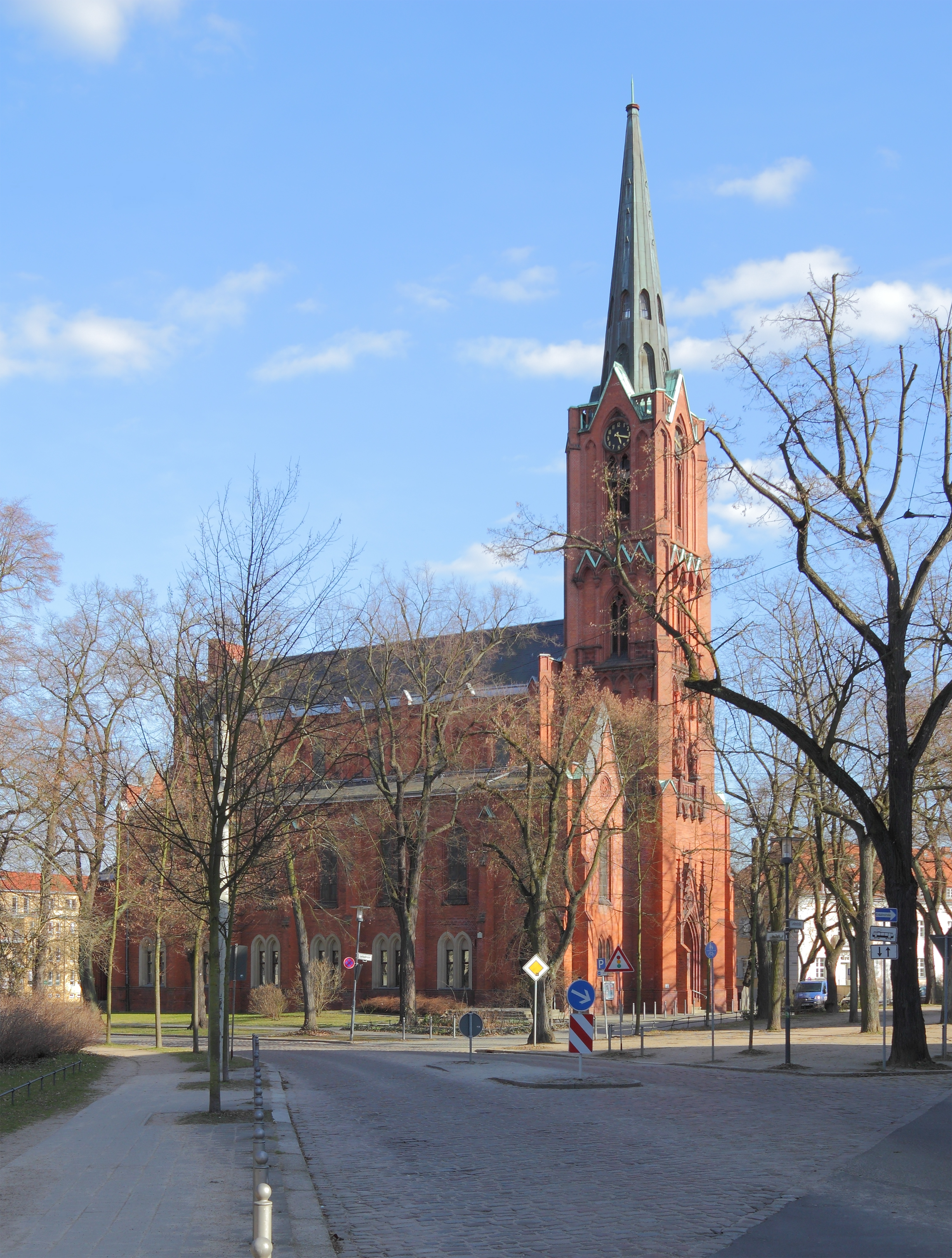
Kościół Św. Gertrudy

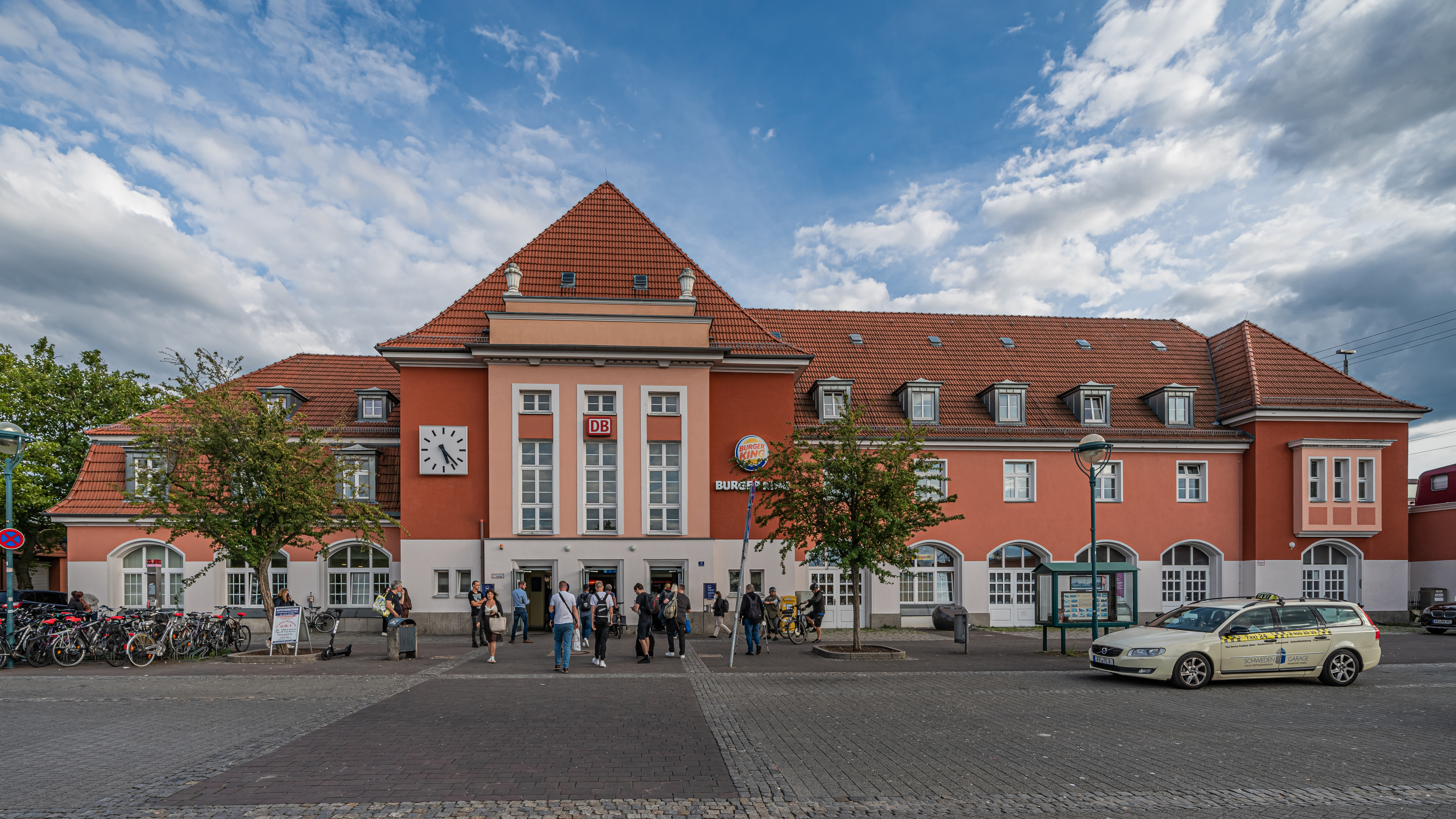
Dworzec kolejowy

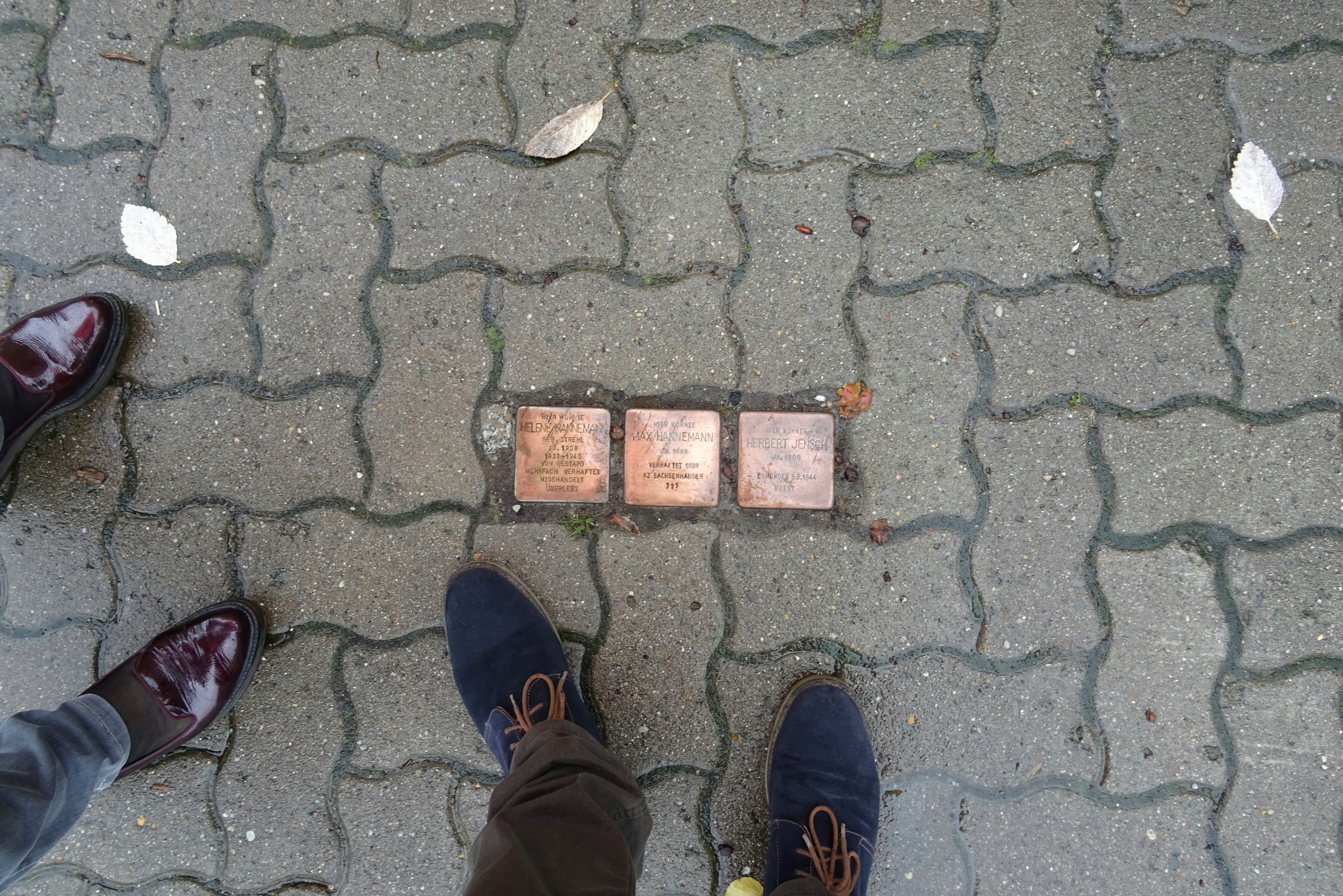
Kamienie Pamięci (Stolperstein)

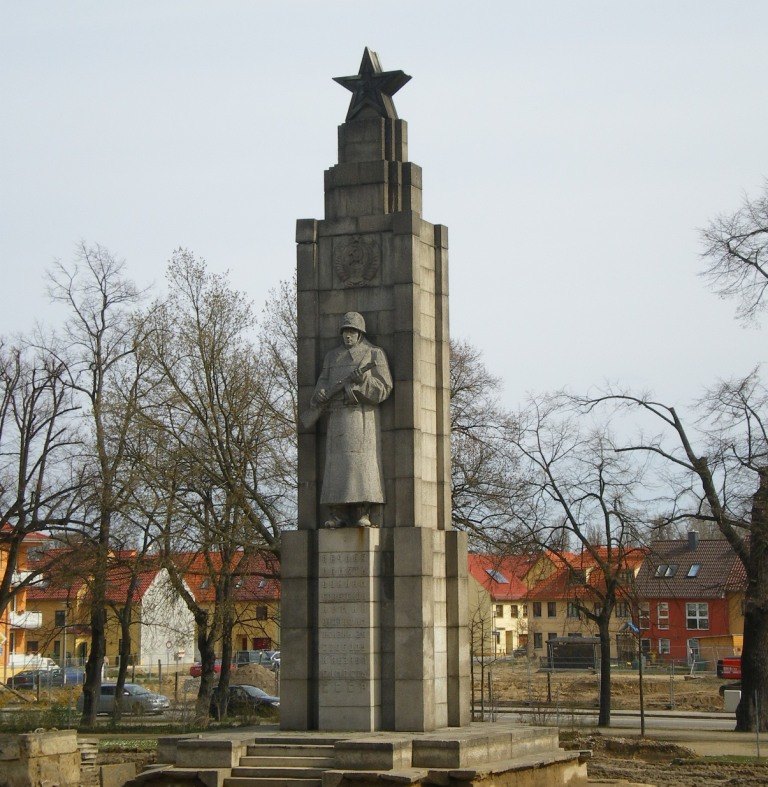
Pomnik Armii Czerwonej

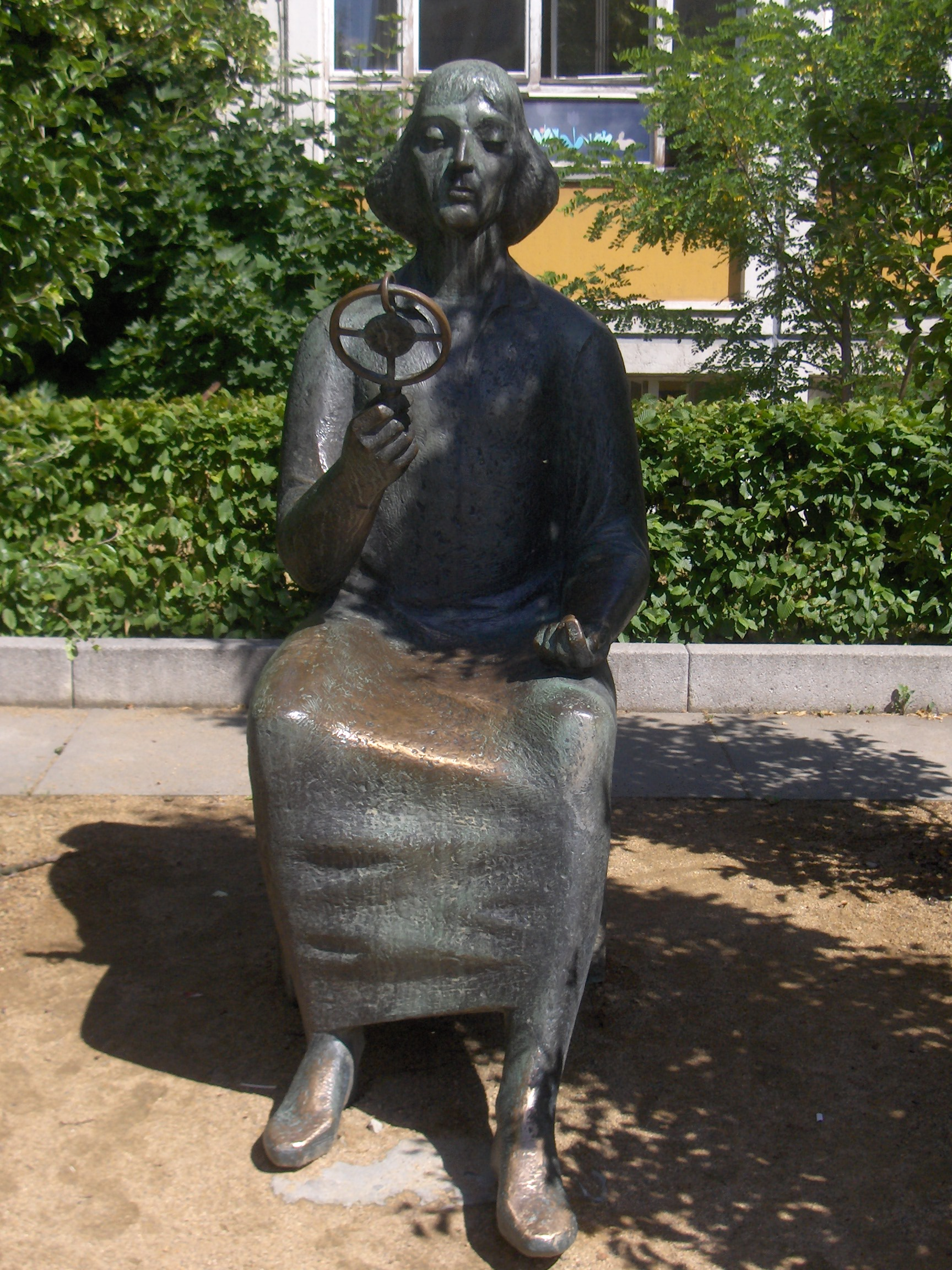
Pomnik Mikołaja Kopernika

## Zabytki

### Kościoły
Głównymi kościołami w mieście są:
- Kościół Mariacki (St. Marien Kirche)
- Kościół Nowoapostolski (Neoapostolische Kirche)
- Kościół Pokoju (Friedenskirche)
- Kościół św. Gertrudy (St. Gertrauden-Kirche)
- Kościół św. Jerzego (St. Georg Kirche)
- Kościół Świętego Krzyża (Heilig-Kreuz-Kirche)
- Kościół w Rosengarten (Kirche im Ortsteil Rosengarten)

### Pomniki
W mieście znajduje się wiele pomników m.in.:
- pomnik Ewalda Christiana von Kleista
- pomnik Heinricha von Kleista
- pomnik Mikołaja Kopernika
- pomnik Friedricha Loefflera
- pomnik Karola Marksa
- pomnik matki i dziecka
- pomnik poległych żołnierzy radzieckich
- pomnik rodzeństwa
- pomnik Wilhelma Spiekera
- pomnik Ericha Weinerta

### Parki
- park Kleista
- park Lenné[21]

## Edukacja
We Frankfurcie nad Odrą znajduje się założony 15 lipca 1991 Uniwersytet Viadrina, który od 1998 jest obok UAM w Poznaniu drugą uczelnią macierzystą dla Collegium Polonicum w Słubicach.

## Transport

### Stacje i przystanki
- Frankfurt (Oder)
- Frankfurt (Oder)-Güldendorf (Nieczynne)
- Frankfurt (Oder)-Rosengarten
- Frankfurt (Oder)-Neuberesinchen
- Frankfurt (Oder) Helenesee

### Połączenia kolejowe
- Linia kolejowa nr 3: Frankfurt nad Odrą – Rzepin – Poznań – Warszawa Zachodnia
- RE 1: Eisenhüttenstadt – Frankfurt nad Odrą – Berlin – Poczdam – Brandenburg an der Havel – Magdeburg
- RB 43: Falkenberg – Chociebuż – Frankfurt nad Odrą (w części po trasie historycznej Kolei Dolnośląsko-Marchijskiej – Niederschlesisch-Märkische Eisenbahn (NME)[22])
- RB 91: Frankfurt nad Odrą – Rzepin – Zielona Góra
- RB 36: Frankfurt nad Odrą – Beeskow – Storkow – Königs Wusterhausen
- RB 60: Frankfurt nad Odrą – Werbig – Bad Freienwalde – Eberswalde – Berlin-Lichtenberg

### Byłe przejścia graniczne
- Drogowe przejście graniczne Słubice-Frankfurt nad Odrą: Na przejściu tym łączą się polska droga krajowa nr 29 oraz droga krajowa nr 31 i niemiecka droga krajowa B5.
- Drogowe przejście graniczne Świecko-Frankfurt nad Odrą: Na przejściu tym łączą się polska autostrada A2 i niemiecka autostrada A12 należące do trasy europejskiej E30.
- Kolejowe przejście graniczne Kunowice-Frankfurt nad Odrą

## Wojsko
- 12 Pułk Grenadierów im. Księcia Karola Pruskiego (2 Brandenburski)
- 18 Pułk Artylerii Polowej (2 Brandenburski)
- 5 Dywizja Cesarstwa Niemieckiego
- 8 Przyboczny Pułk Grenadierów im. Króla Fryderyka Wilhelma III (1 Brandenburski)
- Dywizja Forteczna Frankfurt nad Odrą
- Dywizja Grenadierów Pancernych Kurmark

## Sport
W mieście swoją siedzibę ma powstały w 1951 roku FC „Vorwärts” Frankfurt, który obecnie występuje pod nazwą 1. FC Frankfurt. Sukcesami klubu są m.in. sześciokrotne mistrzostwo NRD oraz dwukrotnie zdobyty Puchar NRD. W sezonie 2016/2017 zespół występuje w Oberlidze Nordost (V poziom rozgrywek). Domowym obiektem drużyny jest Stadion der Freundschaft o pojemności 12 tys. miejsc.
Miasto jest siedzibą niemiecko-polskiej drużyny koszykówki męskiej 1. ASC Red Cocks Frankfurt nad Odrą. Frankfurt jest też siedzibą niemiecko-polskiego klubu piłki ręcznej kobiet – BSV Iskra Frankfurt Oder/Kowalów.
We Frankfurcie nad Odrą swoją siedzibę ma Muzeum Sportu.

## Osoby

### Urodzeni we Frankfurcie nad Odrą
- Heinrich von Kleist – niemiecki pisarz, poeta i dramaturg;
- Victor von Podbielski – polskiego pochodzenia królewsko-pruski generał-lejtnant, sekretarz stanu, szef Reichspostamtu, pruski minister rolnictwa;
- Martin Patzelt – wieloletni nadburmistrz miasta

### Związani z miastem
- Carl Philipp Emanuel Bach – niemiecki kompozytor
- Alojzy Prosper Biernacki – minister skarbu Rządu Narodowego w 1831
- Karl Georg von Hoym – minister Śląska i Prus Południowych
- Alexander von Humboldt – niemiecki przyrodnik i podróżnik
- Wilhelm von Humboldt – niemiecki filozof i językoznawca
- Ulrich von Hutten – niemiecki rycerz, pisarz i humanista
- Paul Lütkemann – niemiecki kompozytor epoki wczesnego baroku
- Henry Maske – niemiecki bokser
- Teodor Konstanty Orzechowski – działacz kalwiński, prawnik i urzędnik
- Michael Praetorius – niemiecki kompozytor przełomu renesansu i baroku
- Atanazy Raczyński – ziemianin wielkopolski, dyplomata pruski
- Axel Schulz – niemiecki bokser
- Gesine Schwan – rektor Viadriny 1999–2008
- Johann Tetzel – niemiecki duchowny, inkwizytor generalny Polski
- Hans Weiler – rektor Viadriny 1993–1999

## Współpraca
Miejscowości partnerskie:
- Polska: Gorzów Wielkopolski, Słubice
- Badenia-Wirtembergia: Heilbronn
- Białoruś: Witebsk
- Bułgaria: Wraca
- Finlandia: Vantaa
- Francja: Nîmes
- Izrael: Coran-Kadima
- Stany Zjednoczone: Yuma